# Категория малых категорий
Категория малых категорий — категория, объекты которой — малые категории, а морфизмы — функторы между ними, обозначается {\displaystyle \mathbf {Cat} }. Может рассматриваться как 2-категория малых категорий с функторами и естественными преобразованиями.
Начальный объект {\displaystyle \mathbf {Cat} } — пустая категория {\displaystyle \mathbf {0} } (категория без объектов и морфизмов), терминальный объект — тривиальная категория {\displaystyle \mathbf {1} }, состоящая из одного объекта и одного морфизма.
Не является объектом самой себя, то есть, не является малой категорией, например, потому что содержит в качестве полной подкатегории категорию множеств (которая уже не является малой категорией).